# Selektive interne Radiotherapie
Die selektive interne Radiotherapie (SIRT oder auch Radioembolisation) ist eine interdisziplinäre Therapie für die Behandlung von nicht operierbarem Leberkrebs, insbesondere bei fortgeschrittenen Formen primärer Lebertumoren (Leberzellkarzinom, Gallengangskarzinom) und Lebermetastasen als Folge von Tumoren in anderen Organen wie Darm, Lunge, Brust, Haut, Bauchspeicheldrüse und Magen. Für die Behandlung werden mehrere Millionen winziger, mit dem Betastrahler Yttrium-90 versehene Kügelchen direkt in die Tumoren eingebracht.

## Ablauf und Wirkweise
Der Arzt legt einen Katheter von der Leistenschlagader aus  in die Leberarterie. Von dort strömen die Sphären mit dem Blut direkt in den Tumor und bleiben in den sich fein verästelnden Gefäßen stecken. Dort wirken sie auf zwei Arten: Sie zerstören den Tumor von innen mit Strahlung, die aber nur eine sehr geringe Reichweite von bis zu 11 mm hat, so dass das übrige Lebergewebe geschont wird. Gleichzeitig blockieren die Kügelchen die Blutzufuhr zum Tumor und „hungern“ ihn dadurch aus. Aufgrund dieser doppelten Wirkungsweise wird die Therapie auch als „Radioembolisation“ bezeichnet.
Das Verfahren nutzt den Umstand aus, dass Lebertumoren in der Regel von arteriellen Blutgefäßen versorgt werden, während gesundes Lebergewebe im Gegensatz dazu sein Blut zu 80 % aus Ästen der Pfortader erhält. Die Mikrosphären mit ca. 30 µm Durchmesser (etwa ein Drittel einer Haaresbreite) bleiben deshalb überwiegend in den Kapillargefäßen des Tumors hängen und bestrahlen ihn mit ca. 200 Gy Dosis, während die übrige Leber nur mit ca. 15 Gy belastet wird.
Yttrium-90 ist ein Betastrahler mit 64 Stunden Halbwertszeit. 94 % der Strahlendosis ist nach elf Tagen abgegeben. Es zerfällt zum stabilen Isotop Zirconium-90. Die Mikrosphären verbleiben in der Leber. Da sie biokompatibel sind, üben sie keine weitere Wirkung auf das Lebergewebe aus.

## Einsatzmöglichkeiten
Wissenschaftliche Studien belegen Therapie-Erfolge der SIRT insbesondere für folgende Tumorarten:
- Hepatozelluläres Karzinom
- Lebermetastasen beim Kolorektalen Karzinom
- Lebermetastasen beim Mammakarzinom
- Lebermetastasen bei neuroendokrinen Tumoren

Neben diesen Standardindikationen liegen auch bei einer Reihe weiterer Tumoren Erfolg versprechende Ergebnisse vor (z. B. beim Gallengangskarzinom, Pankreaskarzinom oder Aderhautmelanom).
Patienten müssen bestimmte Mindestvoraussetzungen mitbringen, um für eine SIRT geeignet zu sein:
- Der Krebs sollte auf die Leber konzentriert sein, da die Therapie nur dort Wirkungen erzielen kann.
- Die Leber muss noch gut funktionieren.
- Die voraussichtliche Lebenserwartung des Patienten sollte mehr als drei Monate betragen

## Therapieziele
Die selektive interne Radiotherapie wird eingesetzt, um die Überlebenszeit von Menschen mit Lebermetastasen oder Leberkrebs zu verlängern und die Lebensqualität zu verbessern. Die Therapie ist geeignet, Größe und Anzahl von Lebertumoren erheblich zu reduzieren. Aufgrund neuerer Daten gehen Ärzte dazu über, die SIRT in Kombination mit einer Chemotherapie bereits in früheren Stadien einer Leberkrebserkrankung anzuwenden.
Das Verfahren wird auch dazu verwendet, einen nicht operablen Lebertumor zu einem operablen Tumor herabzustufen, denn die bevorzugte Therapieform für Lebertumoren ist die Operation oder die Radiofrequenzablation, bei der der Tumor „verkocht“ wird. Voraussetzung für eine Operation ist jedoch, dass dem Patienten dabei mindestens 25 Prozent  des funktionsfähigen Leberepithels erhalten bleiben. Ist ein Tumor zu groß oder die Anzahl von Tumoren zu hoch, könnte eine Operation die Funktionsfähigkeit der Leber zu stark beeinträchtigen und die SIRT kommt dann als Therapie in Betracht.
Formal handelt es sich bei der SIRT um eine Brachytherapie mit offenen Radionukliden (Radionuklidtherapie), die nur im Kontrollbereich unter Mitarbeit von Nuklearmedizinern durchgeführt wird. Vergleichbare Methoden sind die örtliche Chemoperfusion (Injektion von Zytostatika in die Leberarterie) und Chemoembolisation (Injektion von Partikeln oder Gewebekleber, um die Blutversorgung des Tumors zu unterbinden).
Zur Vorkehr einer strahleninduzierten Lebererkrankung (RILD = radiation-induced liver disease) werden (zum Beispiel) Heparine, Desoxycholsäure, Pantoprazol und manchmal auch Prednisolon über Monate verordnet.

## Zulassung
Seit diesem Zeitpunkt hat sich die Therapieform stetig weiter verbreitet. Die zurzeit vorhandenen Produkte sind in Europa als Medizinprodukte mit CE-Zertifizierung für die Behandlung von Leberkrebs zugelassen.
Die auf dem Markt verfügbaren Sphären bestehen aus Glas (TheraSpheres, MDS Nordion) oder aus Harzen (SIR-Spheres, Sirtex Medical). Beide Produkte sind in den USA und der EU zur Behandlung zugelassen.

## Erstattung
Die Therapie wird von den Krankenkassen erstattet, wenn der Tumor nicht operabel ist und Chemotherapien keine Wirkung zeigen (Stand 2011). Die Zahl der Kliniken, die die SIRT anbieten, steigt stetig.

## Evaluation
Unabdingbare Voraussetzung jeder Radioembolisation ist die SIRT-Evaluation. Sie liegt (buchstäblich) in den Händen Interventioneller Radiologen und gleicht der eigentlichen SIRT. Verwendet wird aber nicht „scharfe Munition“, sondern „Leuchtspurmunition“ – Albumine mit  99m Tc-MAA. Unmittelbar nach der Applikation wird das Ergebnis im Spect/CT ausgewertet. Das Technetium hat eine Halbwertzeit von 6 Stunden und ist nach 30 Stunden über die Nieren ausgeschieden. Die SIRT-Evaluation soll drei Fragen klären:
1. Wie verteilt sich das Isotop in der Leber?
2. Gelangt es über Kollateralen auch in den Verdauungstrakt?
3. Wieviel kommt in die Lunge? Dortige Strahlenschäden führen zur Lungenfibrose.